# Дрімлюга-лірохвіст колумбійський
Дрімлюга-лірохвіст колумбійський (Uropsalis segmentata) — вид дрімлюгоподібних птахів родини дрімлюгових (Caprimulgidae). Мешкає в Андах.

## Опис
Довжина птаха становить 20-22 см, самці важать 45 г, самиці 50 г. У самців крайні стернові пера дуже довгі, можуть сягати 54 см, на горлі у них є біла смуга. У самиць хвіст помітно коротший. 
Верхня частина тіла у самиць і самців темно-коричнева або чорнувата, сильно поцяткована охристими плямками. Хвіст коричневий, крайні стернові пера мають білі стрижні і зовнішні опахала, решта стернових пер поцятковані рудувато-коричневими плямками і смужками. крила коричневі або сірувато-коричневі, поцятковані рудувато-коричневими плямками. Підборіддя і горло темно-коричневі. поцятковані охристими плямками. груди темно-коричневі, поцятковані охристими смужками, живіт і боки охристі, поцятковані коричневими смужками. 
Представники підвиду U. s. kalinowskii вирізняються коротшим хвостом, замість суцільної білої плями на крайніх стернових перах вони є смугастими, а центральні стернові пера на кінці мають білу смужку.

## Підвиди
Виділяють два підвиди:
- U. s. segmentata (Cassin, 1849) — Анди в Колумбії, Еквадорі і на півночі Перу (Кахамарка);
- U. s. kalinowskii (Berlepsch & Stolzmann, 1894)[5] — східні схили Анд в Перу і Болівії (на південь до Кочабамби).

## Поширення і екологія
Колумбійські дрімлюги-лірохвости мешкають в Колумбії, Еквадорі, Перу і Болівії. Вони живуть у вологих гірських і хмарних тропічних лісах, на узліссях і галявинах, на високогірних луках. Зустрічаються переважно на висоті від 2300 до 3600 м над рівнем моря. Ведуть присмерковий і нічний спосіб життя. Живляться комахами, яких ловлять в польоті. Відкладають яйця в заглибину в землі, серед опалого листя. В кладці 1 яйце.